# Magasin général Le Brun
Le magasin général Le Brun est un ensemble de trois bâtiments commerciaux situé à Maskinongé au Québec (Canada). Il a servi en continuité comme magasin général entre 1827 et 1974. Il a été reconnu comme site patrimonial en 1981 et classé en 2012.